# Solariella oxybasis
Solariella oxybasis är en snäckart som beskrevs av Dall 1890. Solariella oxybasis ingår i släktet Solariella och familjen pärlemorsnäckor. Inga underarter finns listade i Catalogue of Life.